# غوردون فان ويلين
غوردون جون فان ويلين (6 فبراير 1920 - 5 نوفمبر 2020)، هو فيزيائي أمريكي ومؤلف كتب مدرسية عن الديناميكا الحرارية. كان رئيسًا لقسم الفيزياء في جامعة ميشيغان من 1969 إلى 1972 ورئيسًا لكلية الأمل في هولندا، ميشيغان من 1972 إلى 1987. وُلِد في غرانت بولاية ميشيغان وبلغ من العُمر 100 عامًا في فبراير 2020.  توفي في 5 نوفمبر 2020 بسبب مضاعفات مرض فيروس كورونا.